# 517

## Decese
- dată necunoscută: Ammonius Herminae filosof grec (n. 440)